# Sede de la FIFA

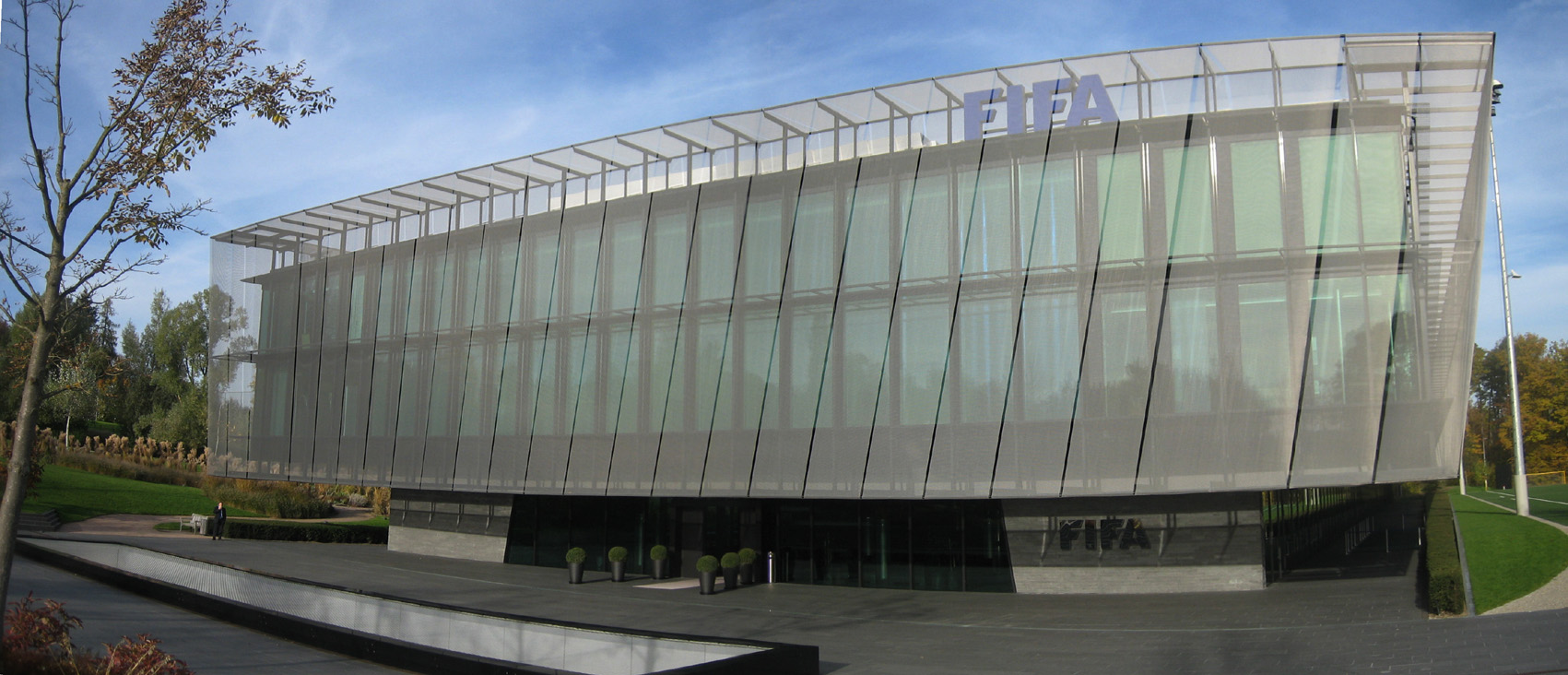
Edificio central de la sede en Zürich, Suiza.

La Sede de la FIFA (en alemán: FIFA-Hauptquartier) es un complejo distintivo en Zürich, Suiza. El complejo ha servido como sede oficial de la FIFA desde su finalización en 2006. Se encuentra en el Zürichberg, una colina boscosa en el Distrito 7.
El complejo incluye un gimnasio, una sala de meditación, parques temáticos geográficamente y un campo de fútbol internacional de tamaño completo.
El edificio principal tiene sólo dos niveles superiores, lo que resulta en dos tercios de las oficinas centrales situadas bajo tierra. "Lugares donde las personas toman decisiones sólo deben contener la luz indirecta", dijo el suizo Joseph Blatter, "porque la luz debe provenir de las propias personas que se ensamblan allí."

## Allanamiento policial
El edificio fue allanada por la policía francesa en mayo de 2015 como parte de una investigación penal en el proceso de licitación para las Copas del Mundo de la FIFA 2018 y 2022 como resultado la detención de 14 personas.